# Atletik under sommer-OL 2016 - 100 meter løb (damer)
Kvindernes 100 meter løb under sommer-OL 2016 i Rio de Janeiro blev afholdt i perioden 12.-13. august 2016 på Olympic Stadium.

## Resultater

### Indledende runde
Atleter, der ikke havde opnået kvalifikationskravet til øvelsen, deltog i den indledende runde af øvelsen. De atleter, der havde opnået kravet, var direkte kvalificerede til den første ordinære runde.
Kvalifikationskrav: De to første i hvert heat (Q) plus de to hurtigste ellers (q) kvalificerede sig.

#### Heat 1
| Placering | Udøver         | Nation        | Reaktion       | Tid   | Kommentarer |
| --------- | -------------- | ------------- | -------------- | ----- | ----------- |
| 1         | Hafsatu Kamara | Sierra Leone  | 0,148          | 12,24 | Q           |
| 2         | Sisila Seavula | Fiji          | 0,143          | 12,34 | Q           |
| 3         | Regine Tugade  | Guam          | 0,156          | 12,52 |             |
| 4         | Makoura Keita  | Guinea        | 0,150          | 12,66 | PB          |
| 5         | Shirin Akter   | Bangladesh    | 0,166          | 12,99 |             |
| 6         | Mariana Cress  | Marshalløerne | 0,206          | 13,20 |             |
| 7         | Liliana Neto   | Angola        | 0,136          | 13,58 |             |
| 8         | Kamia Yousufi  | Afghanistan   | 0,216          | 14,02 | NR          |
|           |                |               | Vind: +0,9 m/s |       |             |

#### Heat 2
| Placering | Udøver              | Nation      | Reaktion       | Tid   | Kommentarer |
| --------- | ------------------- | ----------- | -------------- | ----- | ----------- |
| 1         | Sunayna Wahi        | Surinam     | 0,172          | 12,09 | Q           |
| 2         | Patricia Taea       | Cookøerne   | 0,160          | 12,30 | Q           |
| 3         | Mazoon Al-alawi     | Oman        | 0,161          | 12,30 | q           |
| 4         | Lidiane Lopes       | Kap Verde   | 0,154          | 12,38 | NR          |
| 5         | Phumlile Ndzinisa   | Swaziland   | 0,137          | 12,49 |             |
| 6         | Taine Halasima      | Tonga       | 0,199          | 12,80 |             |
| 7         | Laenly Phoutthavong | Laos        | 0,186          | 12,82 | PB          |
| 8         | Lerissa Henry       | Mikronesien | 0,163          | 13,53 |             |
|           |                     |             | Vind: −0,2 m/s |       |             |

#### Heat 3
| Placering | Udøver                    | Nation            | Reaktion       | Tid   | Kommentarer |
| --------- | ------------------------- | ----------------- | -------------- | ----- | ----------- |
| 1         | Charlotte Wingfield       | Malta             | 0,144          | 11,86 | Q           |
| 2         | Cecilia Bouele            | Republikken Congo | 0,165          | 11,98 | Q           |
| 3         | Zaidatul Husniah Zulkifli | Malaysia          | 0,151          | 12,12 | q           |
| 4         | Prenam Pesse              | Togo              | 0,189          | 12,38 |             |
| 5         | Denika Kassim             | Comorerne         | 0,192          | 12,53 |             |
| 6         | Jordan Mageo              | Amerikansk Samoa  | 0,173          | 13,72 |             |
| 7         | Kariman Abuljadayel       | Saudi-Arabien     | 0,205          | 14,61 | NR          |
| 8         | Karitaake Tewaaki         | Kiribati          | 0,185          | 14,70 |             |
|           |                           |                   | Vind: −0,2 m/s |       |             |

### Forsøgsheats
Kvalifikationskrav: De to første i hvert heat (Q) plus de otte hurtigste ellers (q) kvalificerede sig til næste runde.

#### Heat 1
Vind: +0,3 m/s
| Placering | Bane | Udøvere              | Nation          | Reaktion | Tid   | Kommentarer |
| --------- | ---- | -------------------- | --------------- | -------- | ----- | ----------- |
| 1         | 8    | Desiree Henry        | Storbritannien  | 0,126    | 11,08 | Q           |
| 2         | 6    | Murielle Ahoure      | Elfenbenskysten | 0,159    | 11,17 | Q           |
| 3         | 9    | Natalia Pohrebniak   | Ukraine         | 0,130    | 11,30 | q           |
| 4         | 2    | Lorene Dorcas Bazolo | Portugal        | 0,142    | 11,43 |             |
| 5         | 3    | Wei Yongli           | Kina            | 0,154    | 11,48 |             |
| 6         | 5    | Hajar Alkhaldi       | Bahrain         | 0,122    | 11,59 |             |
| 7         | 7    | Rima Kashafutdinova  | Kasakhstan      | 0,174    | 11,84 |             |
| 8         | 4    | Sisila Seavula       | Fiji            | 0,149    | 12,48 |             |

#### Heat 2
Vind: 0,0
| Placering | Bane | Udøvere               | Nation       | Reaktion | Tid   | Kommentarer |
| --------- | ---- | --------------------- | ------------ | -------- | ----- | ----------- |
| 1         | 9    | Dafne Schippers       | Holland      | 0,143    | 11,16 | Q           |
| 2         | 5    | Tatjana Pinto         | Tyskland     | 0,164    | 11,31 | Q           |
| 3         | 6    | Khamica Bingham       | Canada       | 0,137    | 11,41 |             |
| 4         | 7    | Flings Owusu-Agyapong | Ghana        | 0,135    | 11,43 |             |
| 5         | 4    | Gloria Asumnu         | Nigeria      | 0,139    | 11,55 |             |
| 6         | 3    | Evelyn Rivera         | Colombia     | 0,161    | 11,59 |             |
| 7         | 8    | Brenessa Thompson     | Guyana       | 0,162    | 11,72 |             |
| 8         | 2    | Hafsatu Kamara        | Sierra Leone | 0,150    | 12,22 |             |

#### Heat 3
Vind: 0,0
| Placering | Bane | Udøvere                | Nation             | Reaktion | Tid   | Kommentarer |
| --------- | ---- | ---------------------- | ------------------ | -------- | ----- | ----------- |
| 1         | 9    | Tori Bowie             | USA                | 0,142    | 11,13 | Q           |
| 2         | 5    | Blessing Okagbare      | Nigeria            | 0,154    | 11,16 | Q           |
| 3         | 8    | Angela Tenorio         | Ecuador            | 0,150    | 11,35 | q           |
| 4         | 4    | Ezinne Okparaebo       | Norge              | 0,141    | 11,43 |             |
| 5         | 6    | Eliecith Palacios      | Colombia           | 0,172    | 11,48 |             |
| 6         | 3    | Tahesia Harrigan-Scott | Britiske Jomfruøer | 0,149    | 11,54 |             |
| 7         | 7    | Khrystyna Stuy         | Ukraine            | 0,146    | 11,57 |             |
| 8         | 2    | Cecilia Bouele         | Republikken Congo  | 0,149    | 12,18 |             |

#### Heat 4
Vind:  -0,3	
| Placering | Bane | Udøvere                 | Nation          | Reakt | Tid   | Kommentarer |
| --------- | ---- | ----------------------- | --------------- | ----- | ----- | ----------- |
| 1         | 9    | Shelly-Ann Fraser-Pryce | Jamaica         | 0,146 | 10,96 | Q           |
| 2         | 5    | Marie-Josee Ta Lou      | Elfenbenskysten | 0,156 | 11,01 | Q           |
| 3         | 2    | Mujinga Kambundji       | Schweiz         | 0,149 | 11,19 | q           |
| 4         | 8    | Narcisa Landazuri       | Ecuador         | 0,117 | 11,38 | q           |
| 5         | 4    | Tynia Gaither           | Bahamas         | 0,154 | 11,56 |             |
| 6         | 7    | Ramona Papaioannou      | Cypern          | 0,140 | 11,61 |             |
| 7         | 6    | Ruddy Zang Milama       | Gabon           | 0,151 | 11,67 |             |
| 8         | 3    | Sunayna Wahi            | Surinam         | 0,117 | 12,25 |             |

#### Heat 5
Vind:  -0,7
| Placering | Bane | Udøvere            | Nation             | Reaktion | Tid   | Kommentarer |
| --------- | ---- | ------------------ | ------------------ | -------- | ----- | ----------- |
| 1         | 9    | Tianna Bartoletta  | USA                | 0,148    | 11,23 | Q           |
| 2         | 8    | Ewa Swoboda        | Polen              | 0,149    | 11,24 | Q           |
| 3         | 6    | Olesya Povkh       | Ukraine            | 0,132    | 11,39 | q           |
| 4         | 5    | Kelly-Ann Baptiste | Trinidad og Tobago | 0,141    | 11,42 |             |
| 5         | 2    | Jennifer Madu      | Nigeria            | 0,163    | 11,61 |             |
| 6         | 3    | Nigina Sharipova   | Usbekistan         | 0,135    | 11,68 |             |
| 7         | 4    | Dutee Chand        | Indien             | 0,151    | 11,69 |             |
| 8         | 7    | Patricia Taea      | Cookøerne          | 0,159    | 12,41 |             |

#### Heat 6
Vind: 0,0
| Placering | Bane | Udøvere                 | Nation             | Reaktion | Tid   | Kommentarer |
| --------- | ---- | ----------------------- | ------------------ | -------- | ----- | ----------- |
| 1         |      | Michelle-Lee Ahye       | Trinidad og Tobago |          | 11,00 | Q           |
| 2         | 7    | Christania Williams     | Jamaica            | 0,170    | 11,27 | Q           |
| 3         | 4    | Asha Philip             | Storbritannien     | 0,120    | 11,34 | q           |
| 4         | 2    | Crystal Emmanuel        | Canada             | 0,162    | 11,43 |             |
| 5         | 6    | Viktoriya Zyabkina      | Kasakhstan         | 0,150    | 11,69 |             |
| 6         | 8    | Marika Popowicz-Drapala | Polen              | 0,136    | 11,70 |             |
| 7         | 9    | Iman Essa Jasim         | Bahrain            | 0,161    | 11,72 |             |
| 8         | 3    | Charlotte Wingfield     | Malta              | 0,138    | 11,90 |             |

#### Heat 7
Vind: -1,0	
| Placering | Bane | Udøvere          | Nation             | Reaktion | Tid   | Kommentarer |
| --------- | ---- | ---------------- | ------------------ | -------- | ----- | ----------- |
| 1         |      | Elaine Thompson  | Jamaica            | 0,174    | 11,21 | Q           |
| 2         | 3    | Rosangela Santos | Brasilien          | 0,163    | 11,25 | Q           |
| 3         | 4    | Semoy Hackett    | Trinidad og Tobago | 0,138    | 11,35 | q           |
| 4         | 8    | Toea Wisil       | Papua Ny Guinea    | 0,142    | 11,48 |             |
| 5         | 2    | Olga Safronova   | Kasakhstan         | 0,148    | 11,50 |             |
| 6         | 6    | Alyssa Conley    | Sydafrika          | 0,143    | 11,57 |             |
| 7         | 5    | Melissa Breen    | Australien         | 0,143    | 11,74 |             |
| 8         | 7    | Mazoon Al-Alawi  | Oman               | 0,199    | 12,43 |             |

#### Heat 8
Vind:  -0,2	
| Placering | Bane | Udøvere                   | Nation         | Reaktion | Tid   | Kommentarer |
| --------- | ---- | ------------------------- | -------------- | -------- | ----- | ----------- |
| 1         | 6    | English Gardner           | USA            | 0,191    | 11,09 | Q           |
| 2         | 4    | Carina Horn               | Sydafrika      | 0,158    | 11,32 | Q           |
| 3         | 2    | Ivet Lalova-Collio        | Bulgarien      | 0,125    | 11,35 | q           |
| 4         | 7    | Daryll Neita              | Storbritannien | 0,169    | 11,41 |             |
| 5         | 3    | Rebekka Haase             | Tyskland       | 0,175    | 11,47 |             |
| 6         | 9    | Yuan Qiqi                 | Kina           | 0,143    | 11,56 |             |
| 7         | 5    | Franciela Krasucki        | Brasilien      | 0,159    | 11,67 |             |
| 8         | 8    | Zaidatul Husniah Zulkifli | Malaysia       | 0,149    | 12,62 |             |

### Semifinaler
Resultatene var som følger:

#### Semifinale 1
| Placering | Bane | Navn                | Nation             | Reaktion       | Resultat | Kommentarer |
| --------- | ---- | ------------------- | ------------------ | -------------- | -------- | ----------- |
| 1         | 7    | Tori Bowie          | USA                | 0,165          | 10,90    | Q           |
| 2         | 6    | Michelle-Lee Ahye   | Trinidad og Tobago | 0,134          | 10,90    | Q, SB       |
| 3         | 9    | Christania Williams | Jamaica            | 0,166          | 10,96    | q, PB       |
| 4         | 5    | Murielle Ahouré     | Elfenbenskysten    | 0,156          | 11,01    |             |
| 5         | 3    | Ángela Tenorio      | Ecuador            | 0,145          | 11,14    |             |
| 6         | 8    | Mujinga Kambundji   | Schweiz            | 0,130          | 11,16    |             |
| 7         | 4    | Ewa Swoboda         | Polen              | 0,155          | 11,18    |             |
| 8         | 2    | Olesya Povkh        | Ukraine            | 0,126          | 11,29    |             |
|           |      |                     |                    | Vind: +1,0 m/s |          |             |

#### Semifinale 2
| Placering | Bane | Navn                    | Nation          | Reaktion       | Resultat | Kommentarer |
| --------- | ---- | ----------------------- | --------------- | -------------- | -------- | ----------- |
| 1         | 5    | Shelly-Ann Fraser-Pryce | Jamaica         | 0,151          | 10,88    | Q, SB       |
| 2         | 4    | Dafne Schippers         | Holland         | 0,146          | 10,90    | Q           |
| 3         | 6    | Marie-Josee Ta Lou      | Elfenbenskysten | 0,157          | 10,94    | q, PB       |
| 4         | 7    | Tianna Bartoletta       | USA             | 0,141          | 11,00    |             |
| 5         | 9    | Rosangela Santos        | Brasilien       | 0,133          | 11,23    | SB          |
| 6         | 2    | Narcisa Landazuri       | Ecuador         | 0,152          | 11,27    |             |
| 7         | 8    | Natalia Pohrebniak      | Ukraine         | 0,138          | 11,32    |             |
| 8         | 3    | Asha Philip             | Storbritannien  | 0,124          | 11,33    |             |
|           |      |                         |                 | Vind: +0,3 m/s |          |             |

#### Semifinale 3
| Placering | Bane | Navn               | Nation             | Reaktion       | Resultat | Kommentarer |
| --------- | ---- | ------------------ | ------------------ | -------------- | -------- | ----------- |
| 1         | 4    | Elaine Thompson    | Jamaica            | 0,156          | 10,88    | Q           |
| 2         | 7    | English Gardner    | USA                | 0,158          | 10,90    | Q           |
| 3         | 6    | Blessing Okagbare  | Nigeria            | 0,155          | 11,09    |             |
| 4         | 5    | Desiree Henry      | Storbritannien     | 0,129          | 11,09    |             |
| 5         | 3    | Semoy Hackett      | Trinidad og Tobago | 0,146          | 11,20    |             |
| 6         | 9    | Carina Horn        | Sydafrika          | 0,149          | 11,20    |             |
| 7         | 8    | Tatjana Pinto      | Tyskland           | 0,175          | 11,32    |             |
| –         | 2    | Ivet Lalova-Collio | Bulgarien          |                | DNS      |             |
|           |      |                    |                    | Vind: +0,6 m/s |          |             |

### Finalerunde
Resultatene var som følger:
| Placering                        | Bane | Navn                    | Nation             | Reaktion       | Resultat | Kommentarer |
| -------------------------------- | ---- | ----------------------- | ------------------ | -------------- | -------- | ----------- |
| 1                                | 4    | Elaine Thompson         | Jamaica            | 0,157          | 10,71    |             |
| 2. plads, sølvmedaljemodtager(e) | 5    | Tori Bowie              | USA                | 0,112          | 10,83    |             |
| 3                                | 6    | Shelly-Ann Fraser-Pryce | Jamaica            | 0,138          | 10,86    | SB          |
| 4                                | 3    | Marie-Josee Ta Lou      | Elfenbenskysten    | 0,136          | 10,86    | PB          |
| 5                                | 9    | Dafne Schippers         | Holland            | 0,134          | 10,90    |             |
| 6                                | 8    | Michelle-Lee Ahye       | Trinidad og Tobago | 0,132          | 10,92    |             |
| 7                                | 7    | English Gardner         | USA                | 0,148          | 10,94    |             |
| 8                                | 2    | Christania Williams     | Jamaica            | 0,163          | 11,80    |             |
|                                  |      |                         |                    | Vind: +0,5 m/s |          |             |